# کرسویک، ویکتوریا
کرسویک (به انگلیسی: Creswick) یک منطقهٔ مسکونی در استرالیا است که در ویکتوریا (استرالیا) واقع شده‌است.

## تاریخچه

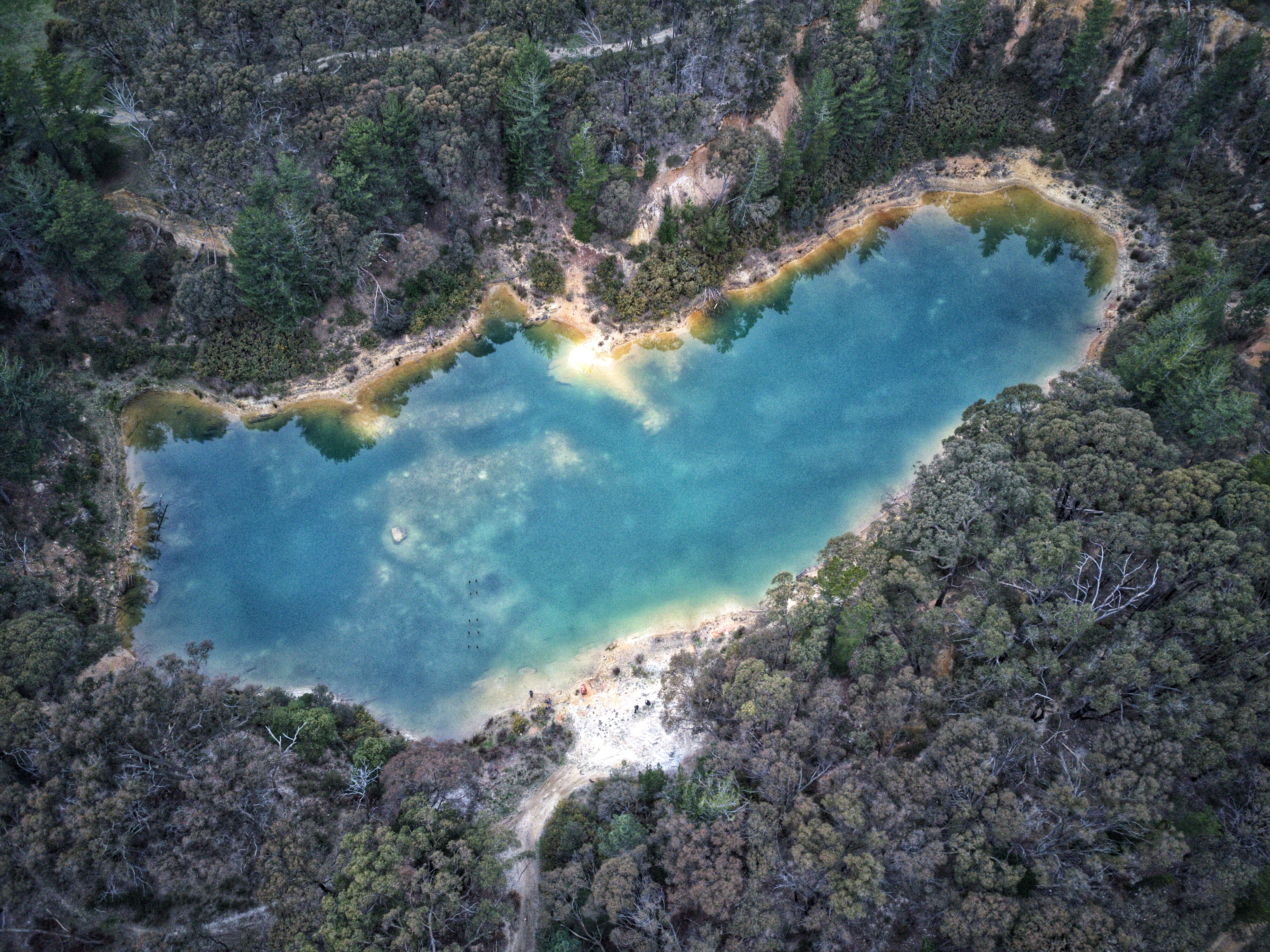
دریاچه آبی پر زرق و برق کرسویک که در یک معدن سابق واقع بود به زمین بازی و کمپ مورد علاقه  تبدیل شده‌است. عکس  سپتامبر۲۰۱۸
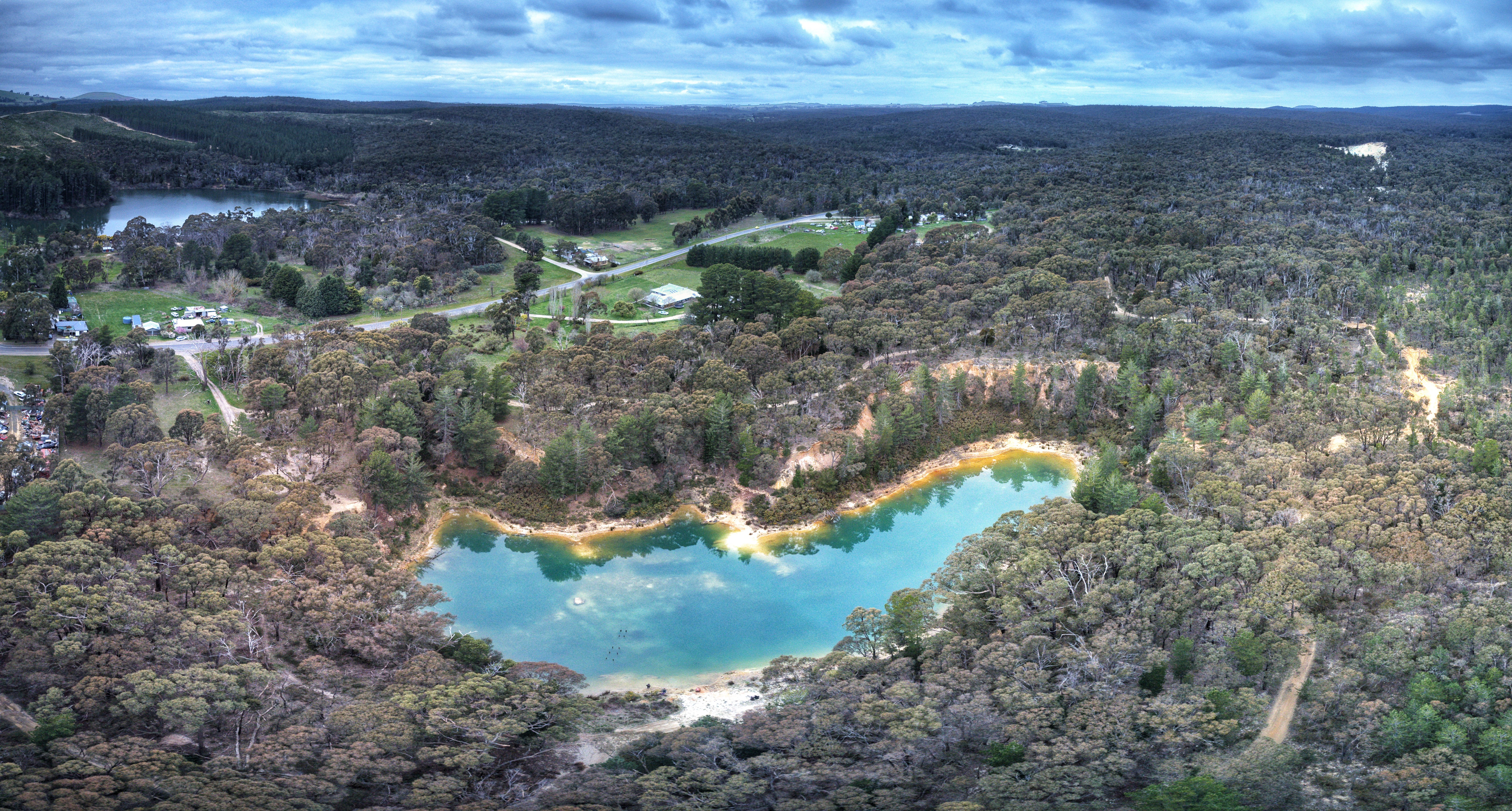
عکس پانورامای هوایی  از دریاچه آبی کرسویک. عکس در سپتامبر ۲۰۱۸.
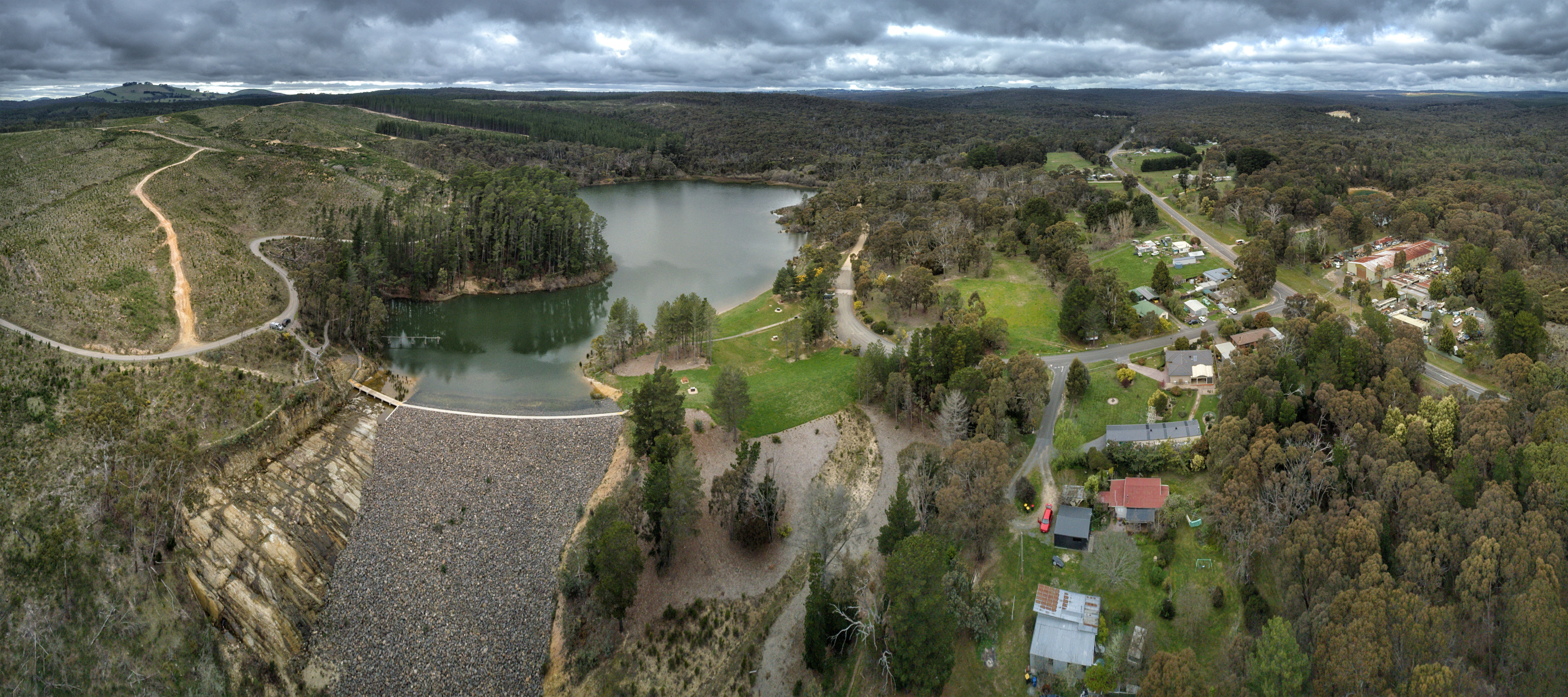
تصویر هوایی دریاچه جرج سپتامبر۲۰۱۸.